# Carthaeomorpha rufipes
Carthaeomorpha rufipes är en insektsart som beskrevs av Melichar 1902. Carthaeomorpha rufipes ingår i släktet Carthaeomorpha och familjen Flatidae. Inga underarter finns listade i Catalogue of Life.